# سوزان إليزابيث فريزر
سوزان إليزابيث فريزر (بالإنجليزية: Susan Elizabeth Frazier)‏ هي مدافعة عن الحقوق المدنية أمريكية، ولدت في 29 مايو 1864 في نيويورك في الولايات المتحدة، وتوفيت في 3 فبراير 1924.